# Spetsnossnultra
Spetsnossnultra (Symphodus rostratus) är en fiskart som först beskrevs av Bloch, 1791.  Spetsnossnultra ingår i släktet Symphodus och familjen läppfiskar. IUCN kategoriserar arten globalt som livskraftig. Inga underarter finns listade i Catalogue of Life.